# Koala Rabioso
Koala Rabioso es como se conoce a Alba Vidal Mas (Mallorca, 1987) reside en Euskadi y es una artista multidisciplinar e influencer de España. Se identifica como de género no binario y lleva más de una década de experiencia en la creación de contenido digital.

## Biografía
Desde 2016 dirige «Koalak Studios», un estudio digital y productora audiovisual.
En 2017 creó su propia marca de ropa «Koala Rabioso Genderless Streetwear» (KRGS), que define como la primera marca estatal de ropa urbana unisex en España. Su filosofía es que «la ropa no tiene género», apostando por diseños minimalistas, disruptivos y con mensajes de activismo social, especialmente en torno a la diversidad y la igualdad de género.
En su faceta gamer también habla de la violencia que sufren streamers en base a su género.
Junto con su pareja Naty Penadas, cantante del grupo Penadas por la Ley, muestra en sus redes cómo es vivir siendo vegetarianas y el respeto a los animales y también de la crianza sin género de su criatura.

## Premios y reconocimientos
Su proyecto de YouTube «Viajando en la Txikivan», en el que viaja en su furgoneta, fue nominado al Premio Laboral Kutxa a la Mejor Serie Vasca. También ha recibido reconocimientos por su labor de creadora de contenidos y por su activismo LGTBIAQ+.